# 이수민 (방송인)

이수민는 대한민국의 방송인 출신의 아나운서이다.
건국대학교 산업공학과(학사 및 졸업) / 문화콘텐츠학과(부전공 및 복수전공) 졸업

## 경력
전남권 SBS (KBC 광주방송) 아나운서
(SBS 8 뉴스, SBS 고향이 보인다 외)
6시 내고향 광주전남 진행자
이데일리TV 앵커
내외경제TV 앵커
한국선거방송 진행자
국방홍보원 국방FM 진행자
정부행사/ 공식행사 전담 아나운서
호남대/광주여대 취업역량 스피치 강사
K-Beutiness Championship 비키니 모델 2등
K-Beutiness 전속 모델 발탁
방송 인재채용 면접 심사위원
아나운서 교육 & 공채 전문가
주요 행사 경력
20202 희망 나눔 캠페인 제막식 진행
2019 세계수영선수권 대회 대비 정합훈련 진행 (이낙연 총리 참석)
2019 희망 풍차 나눔 FEST 진행
2019 경기관광 박람회 개막식 진행
2019 중소기업 박람회 개막식 진행
2019 지스트 후원의밤 진행
2019 광주과학기술원 문화행사 진행
2018 힐링 여수야 진행
2018 호남권 국제관광 컨퍼런스 진행
2018 ABL 생명 로드쇼
외 다수

## 방송 출연
- KBC 8뉴스
- SBS 고향이보인다
- 6시 내고향 광주전남
- 굿머니7